# Villars-Santenoge
Villars-Santenoge es una comuna francesa situada en el departamento de Alto Marne, en la región Gran Este.

## Demografía
| 166 | 133 | 115 | 131 | 104 | 115 | 80 |
| Para los censos de 1962 a 1999 la población legal corresponde a la población sin duplicidades (Fuente: INSEE [Consultar]) |     |     |     |     |     |    |